# Marek Dospiva
Marek Dospiva (* 18. července 1969, Kutná Hora) je český podnikatel, spoluzakladatel a spolumajitel středoevropské investiční skupiny Penta Investments, která působí v oblasti zdravotnictví, finančních služeb, maloobchodu, výrobě, médiích a realitním developmentu. Podle časopisu Forbes je devátým nejbohatším Čechem, když v roce 2022 jeho majetek dosahoval výše 36 miliard korun.

## Studium
Studium absolvoval na Moskevském státním institutu mezinárodních vztahů (MGIMO) a Pekingské univerzitě. Magisterský titul získal nostrifikací studia na Univerzitě Karlově v Praze. První zkušenosti s obchodem získal počátkem devadesátých let, kdy během svého studijního pobytu v Pekingu začal s bývalým spolužákem Jaroslavem Haščákem dovážet čínské textilní výrobky do obchodních řetězců v Československu. V roce 2002 získal titul JUDr. na Univerzitě Mateja Bela v Banskej Bystrici, svou rigorózní práci však opsal od jiného studenta. Dospiva na zjištění Deníku N řekl, že absolventi MGIMO dostávali ještě dva roky před ukončením jeho studia titul JUDr. automaticky. „I proto jsem si chtěl po skončení na institutu v roce 1993 rigorózní titul dodělat. Rozjížděli jsme však podnikání, neměl jsem na studium čas, a tak jsem tento titul získal způsobem, který nepovažuji za vhodný. Dnes bych tak určitě nepostupoval," uvedl v prohlášení pro média Marek Dospiva.

## Penta Investments
Společně s dalším budoucím partnerem, Jozefem Oravkinem, začali Dospiva a Haščák v Bratislavě obchodovat na rozvíjejícím se trhu s cennými papíry. Na konci roku 1993 založili firmu Penta Brokers, do níž přizvali ještě Martina Kúšika a Juraje Herka. Název společnosti Penta tak představuje pět partnerů, kteří stáli u zrodu firmy.
V roce 2001 vstoupila Penta na český trh a Dospiva začal řídit aktivy firmy v Praze. Šlo především o řízení lékárenské sítě Dr. Max, sázkovou kancelář Fortuna a akvizici Aera Vodochody.